# Llim

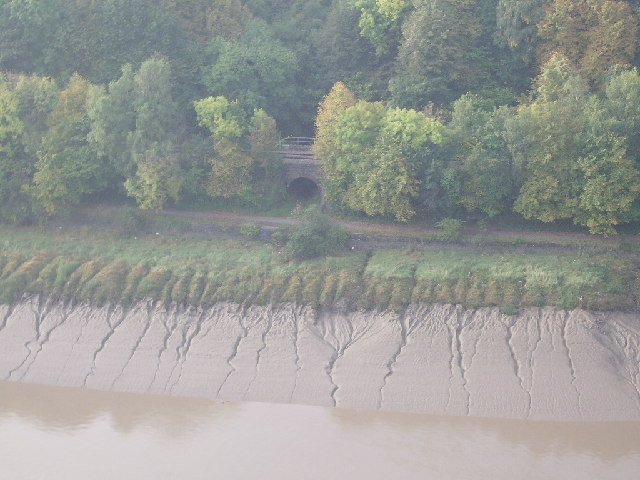
Riba llimosa del riu Avon, prop de Bristol (UK).

El llim és una fracció mineral del sòl composta per partícules amb un diàmetre de 0,063 a 0,002 mm.
Segons un altre criteri els diàmetres dels components del llim es considerarien entre 1/16 i 1/256 mm
Les partícules de llim tenen un gruix intermediari entre la sorra, que són més grosses, i les d'argila, que són més petites.
Les fraccions que formen el llim no es noten al tacte, però es veuen al microscopi òptic.
Les partícules de llim tendeixen a ser irregulars, diferents en llur forma i rarament llises o polides. Són en la seva gran majoria partícules microscòpiques, essent el quars el mineral dominant
La fracció llim té una certa plasticitat, cohesió i adsorció a causa d'una pel·lícula d'argila que recobreix les partícules de la fracció llim, però en té en molt menor grau que la mateixa fracció d'argila.
En un sòl agrícola hi són presents unes certes proporcions de llim, arena i argila que donaran lloc a la classificació granulomètrica final. En el cas de classificar-se com terra franca significa un equilibri entre els tres components, no que aquests hi siguin en proporció igual.

## Granulometria
Dins de la classificació granulomètrica de les partícules del sòl, els llims ocupen el lloc següent en l'escalafó:
| Partícula | Mida           |
| --------- | -------------- |
| Argiles   | < 0,002 mm     |
| Llims     | 0,002-0,063 mm |
| Sorres    | 0,063-2 mm     |
| Graves    | 2-32 mm        |
| Còdols    | 32 mm-25 cm    |
| Blocs     | >25 cm         |